# Matsue
Matsue (Japans: 松江市, Matsue-shi) is de hoofdstad van de Japanse prefectuur Shimane, een van de dunst bevolkte prefecturen.
In haar huidige staat bestaat Matsue sinds 1 april 1889. Op 1 maart 2008 had de stad 195.606 inwoners en een bevolkingsdichtheid van 369 inw./km². De oppervlakte van de gemeente bedroeg 530,27 km². Op 1 april 2012 kreeg Matsue het statuut van speciale stad.

## Geografie
Matsue is gelegen in het noordoosten van de prefectuur Shimane, in het zuidwesten van het eiland Honshu. Het noordelijke gedeelte van de stad ligt op een schiereiland die de Japanse Zee scheidt van het Shinji-meer. Op dit schiereiland is de Kitayama-bergrug te vinden, die Matsue tegen de Japanse Zee beschermt. De stad wordt in tweeën gedeeld door de Ohashi-rivier, die het Shinji-meer, ten oosten van de stad gelegen, met de in het westen gelegen Nakaumi-lagune verbindt. Door haar ligging, wordt de stad wel het Venetië van Japan genoemd. Ten zuiden van de stad ligt de Chūgoku-bergrug.

De aan de Japanse Zee gelegen havenstad is een belangrijk distributieknooppunt; hiernaast is het vervaardigen en verkopen van sieraden en lakgoederen belangrijk. De stad werd vernoemd naar een overeenkomstig gebied in de Chinese provincie Zhejiang. Matsue (mah-tsoo-eh) betekent "door pijnbomen beschutte inham".

## Geschiedenis

### De oudheid
Het gebied is bewoond geweest sinds voor de geschreven geschiedenis; toen werd het gebied Yakumotatsu Izumo no Kuni oftewel het land van Izumo met de torenhoge achtvoudige donderhoofden genoemd. Er was rivaliteit tussen de mensen van Izumo en de mensen van Yamato die in de regio Kinki woonden, uiteindelijk won het verder geciviliseerde Yamato deze strijd.
Het gebied wordt zowel gezien als de wieg van de Japanse mythologie als een van de oudste bewoonde gebieden van het land. In graven zijn onder meer grafgiften gevonden; hierdoor kon een beeld van deze cultuur worden gevormd. In de oudste Japanse geschriften, de Kojiki en Nihon-shoki is veel over dit gebied en de vereerde goden te vinden. Hierdoor is Izumo ook wel bekend als het thuis van de Goden.
In de 8e eeuw werd een nieuwe provincie hier opgezet, Izumo. Matsue werd hiervan de hoofdstad. Er werden twee belangrijke gebouwen neergezet, het provinciale hoofdkwartier en de provinciale boeddhistische hoofdtempel. Van deze stad zijn er enkel ruïnes over, er zijn echter andere oude heiligdommen die nog het verleden tonen.

### De middeleeuwen
In 1607 kreeg Izumo een nieuwe naam, Matsue-han (松江藩), van daimyo Yoshiharu Horio. In het noorden van de stad liet hij in 1611 het "Matsue-jo" (Matsue kasteel) bouwen. Het werd later door de aan de Tokugawa gerelateerde Matsudaira-clan overgenomen.
De stad die rondom het kasteel ontstond (jokamachi) werd gezien als een uitbreiding van de verdediging ervan. Smalle, kronkelende, verwarrende, doodlopende straten en stegen waren een deel hiervan. De stad trok boeren, kunstenaars, handwerkers en zakenmensen aan. De otemon, hoofdpoort, van de stad was extra versterkt. Langs de weg vanaf de poort naar het kasteel toe woonden alleen zeer loyale onderdanen van de daimyo. Alle activiteiten in de stad vonden plaats onder auspiciën van de daimyo en zijn samoerais woonden permanent in de stad, in de enige huizen die muren en poorten mochten hebben. Net zoals het kasteel toonde hoe belangrijk de daimyo was, toonden de woningen van de samoerai hun rang.

## Fusies
Op 1 augustus 2011 werd de gemeente Higashiizumo van het district Yatsuka bij de stad Matsue gevoegd.

## Bezienswaardigheden
Matsue staat bekend als de waterstad. Zij is omgeven door water: het meer Shinji, de rivier Ohashgawa, de Nakanoumi-lagune en in de stad worden de verschillende wijken afgezonderd door kanalen. Vlakbij ligt het oudste en belangrijkste Shintoschrijn, Izumo Taisha. In Matsue zelf ligt het 17e-eeuwse kasteel van Matsue (Matsue-jo), dat ook wel als het zwarte kasteel bekendstaat. Het is een van de weinige middeleeuwse kastelen die Japan nog rijk is. Vanuit het kasteel is de stad ontstaan; de feodale heer en zijn samoerais trokken kunstenaars en handwerkers die in hun behoeften voorzagen aan.
Een bekende oud-bewoner is de Iers-Amerikaanse auteur en leraar Lafcadio Hearn, die ook bekendstond als Koizumi Yakumo. Hij werkte hier in 1890-1891 als leraar. In zijn toenmalige woning is nu een museum gevestigd, dat onder meer een verzameling van zijn brieven en manuscripten herbergt.
Vanaf 1949 heeft de stad een nationale universiteit, de Universiteit van Shimane. Deze is ontstaan door het samenvoegen van Matsue High School (van 1920), Shimane Normal School (van 1875) en Shimane Normal School for Youth (van 1933). Oorspronkelijk bestond de universiteit uit twee faculteiten. In 2003 had ze vijf faculteiten verdeeld over twee locaties in Izumo en Matsue, na gefuseerd te zijn met de Geneeskundige Universiteit van Shimane (van 1975).

## Cultuur
Matsue is een van de best bewaarde vestingsteden van Japan en is bekend om haar kasteel, de auteur Lafcadio Hearn, thee-ceremonies, aardewerk, tempels en heiligdommen.

### Kasteel Matsue
Het kasteel van Matsue, het zwarte kasteel, werd op de Kameda-heuvel tussen 1607 en 1611 gebouwd door Yoshiharu Horio ter verdediging, niet als woning. Architectonisch gezien is het uniek, in meerdere opzichten. Het heeft bijvoorbeeld een gevel die vijf verdiepingen aangeeft, terwijl er zes zijn. De drie bovenste deden dienst als wachttoren. Het dak is versierd met beeldjes van vissenstaarten die water symboliseren en hierdoor bescherming tegen vuur bieden.
Het kasteel werd beheerd door de volgende clans: drie generaties van de Horio, een generatie van de Kyogoku en vervolgens tien generaties van de Matsudaira-clan. Tijdens de Meiji-restauratie werd in 1873 een wet aangenomen waarin werd bepaald dat alle kastelen geslecht zouden worden. Vandaag is het kasteel van Matsue een van twaalf overgebleven Japanse kastelen en geniet het de bescherming van de Japanse wetten.
De fundering werd gemaakt van stenen die van verre werden gehaald, omdat de lokale steensoorten te zacht zijn. Hij is ook niet, zoals meest gebruikelijk was, uit grote pasgemaakte, identieke steenblokken gemaakt. De fundering bestaat uit stenen zonder een regelmatige vorm, waarvan de kleinste oppervlakte naar buiten toe is gekeerd. Deze stenen worden op hun plaats gehouden door kleinere stenen die als wiggen ertussenin zijn gedreven.
In de bovenbouw wijkt het zwarte kasteel ook af van wat er gebruikelijk is. Normaliter heeft de begane grond de grootste oppervlakte; in dit geval is echter de eerste verdieping het grootst. Ook zijn de "schietgaten", die gewoonlijk in de wanden van de begane grond werden gemaakt, hier in de wanden van de eerste verdieping gemaakt.

### Buke Yashiki
Buke Yashiki is het huis van een hoge samoerai. Het werd gebouwd in 1730 en ligt aan de noordelijke rand van de kasteelgracht. Het huis is door Matsue bewaard in haar oorspronkelijke staat. Vergeleken met woningen van samoerais in andere Japanse regio's is deze groot, maar hij is sober ingericht. Hier worden ook voorwerpen getoond die in het dagelijks leven van een samoeraigezin werden gebruikt.

### Theehuizen
- Het Meimei-an theehuis werd in 1779 door Harusato Matsudaira in de Irimoyazukuri-stijl gebouwd. Het theehuis ligt vandaag in een rustige omgeving bij Shiomi waar het in 1966 naartoe werd verplaatst. Het Meimei-an is in een tuin gelegen en staat bekend om zijn rieten dak.
- Het Kanden-an theehuis is zeer bekend in Japan en heeft de status "belangrijk cultureel eigendom". Het werd in 1792 gebouwd in het dorp Kanden-an, ten noordoosten van Matsue, op het gebied van de Arisawa-clan. Heer Fumai gaf zelf de specificaties hiervoor. Het theehuis staat tegenwoordig bekend om zijn compacte vorm, het dak dat bedekt is met een dikke laag riet, en het gebruik van schaduwen. De broer van Heer Fumai bouwde op hetzelfde gebied het theehuis Kogetsu-tei dat een contrast vormt met het Kanden-an. Het Kogetsu-tei werd gebouwd om de maan te kunnen beschouwen en de theeceremonie te houden. Het is open en laat veel licht binnen.

### Lakwerk en keramiek
Matsue staat bekend om het serviesgoed en de gereedschappen die bij theeceremonies worden gebruik zoals theeschalen, vazen en theebehouders. Het gaat hierbij omYakumo-nuri lakwaren en Rakuzan-yaki en Sodeshi-yaki keramiek. De Yakumo-nuri is tijdens de Meiji-tijdperk gemaakt en werden voor het eerst in tijdens de Internationale Tentoonstelling van 1935 in Brussel in het buitenland getoond.

### Eten en drinken
- Bote-Bote cha (ook bekend als "opgeklopte thee") kan op verschillende manieren worden klaargemaakt, afhankelijk van smaak en sociale status. Een variant bestaat uit Japanse pickles en gekookte bonen die met rijst en azukibonen wordt gemengd tot een grove groene thee. Het wordt opgeklopt zodat het schuimt. Meer gewoon is het om wat iemand lekker vindt te combineren met rijst en thee. Dit gerecht wordt niet gegeten met stokjes, men is vrij om het gerecht op te slurpen onder het ronddraaien van de rijstschaal, zodat het zeker is dat alles wordt opgemaakt. Dit gerecht kwam tot stand tijdens een hongerperiode lang geleden en wordt nog vandaag de dag door de mensen van Matsue gemaakt.
- De zeven schatten van het meer Shinji bestaan uit verschillende soorten vissen, garnalen en mossels die in het meer worden gevangen. Hieronder vallen bijvoorbeeld: zeebaars, moroge-ebi garnalen, paling, spiering, shijimi (een klein schelpdier), karper en ijsvis. Het gerecht baars in Japans papier komt uit de tijd dat Matsue het centrum was van de feodale provincie. Hierbij wordt een hele zeebaars ingepakt in dik Japans papier en langzaam boven een laag vuur gebakken.
- De cakes voor bij de theeceremonie is een andere bekende lekkernij van Matsue, die de roem wat dit betreft met Kioto en Kanazawa mag delen. Er zijn veel verschillende varianten, waarvan enkele bekend zijn als de favorieten van Heer Fumai. Deze favorieten zijn bijvoorbeeld de Himekosode cakes, zoals de Yamakawa en Natane-no-Sato. De Yamakawa worden gemaakt door glutenrijke rijst en suiker in een vorm te drukken. Het recept lijkt eenvoudig maar de smaak en de consistentie zijn afhankelijk van factoren zoals de temperatuur en luchtvochtigheid in de omgeving waarin ze worden gemaakt.

### Tempels en heiligdommen
- Gesshoji was tot aan de Meiji-restauratie de familietempel van de Matsudaira-clan. Naomasa Matsudaira verbouwde in 1664 een bestaande tempel tot de Maanlichttempel voor zijn clan. Toen het Shintoïsme tijdens de Meiji-restauratie tot staatsreligie werd uitgeroepen, werd het hoofdgebouw afgebroken. Wat er tegenwoordig nog te zien is, zijn rijen van stenen lantarens en de graven van de eerste negen generaties van de clan. De graven hebben gebeeldhouwde poorten, ieder met een eigen motief en van een ander era in de handwerktraditie van de Edo-tijd. Bijzonder zijn de druiven die de poort van het graf van de Heer Fumai sieren; de meester hiervan was Kobayashi Jotei. 
 Vroeger deed het verhaal de ronde dat de grote, stenen schildpad die voor het graf van de zesde Matsudaira staat, met een obelisk op zijn rug, 's nachts rondwandelde en af en toe stopte om wat te drinken uit de op de centrale binnenplaats gelegen vijver.
- Kokubunji is een van de provincietempels die de keizer in de 8e eeuw liet bouwen. Kokubunji betekent in feite "provinciale tempel"; de hoofdtempel was het Todaiji in Nara.
- Het Kamosu-heiligdom heeft, vanwege zijn unieke architectuur, de status "Nationaal Monument" gekregen. Het is verwant aan het zeer bekende Izumo-heiligdom, dat met haast dezelfde techniek ontworpen is. De stijl is de oudste bekende in Japan, de "Taisha-zukuri".
- Het Yaegaki-heiligdom staat bekend als een hemelse huwelijksmakelaar. Wil iemand weten of hij/zij de "enige ware" zal ontmoeten, moet hij een muntje van 10 yen op een stuk Japans papier leggen en het op het water van de vijver plaatsen. Het antwoord is afhankelijk van hoe snel het zinkt en waar op de bodem de munt en het papier tot rust komen. Het heiligdom is gewijd aan de goden van het huwelijk; door wat wellicht de oudste wandschildering in een Japanse tempel is, wordt het huwelijk tussen prinses Inata en Heer Susano herdacht.

### Yakumo Kinenkan
Yakumo Kinenkan is een museum, dat ter herinnering aan de auteur Yakumo Koizumi gebouwd is. Hij is in het buitenland bekend als Lafcadio Hearn. In het museum worden aan hem verbonden documenten en objecten getoond, zoals zijn manuscripten, brieven en het bureau dat voor hem ontworpen was. Het bureau is zeer hoog opdat hetgeen waar hij aan werkte dichter bij zijn ene goede oog gebracht zou worden. Het museum is naast de oude samoeraiwoning gebouwd, waar hij tussen mei en november 1891 met zijn Japanse vrouw Setsu woonde.

### Matsue Do Gyoretsu
Matsue Do Gyoretsu, het Matsue Drumfestival, wordt ieder jaar in het derde weekend van oktober gehouden. 30 buurten werken samen om het festival te realiseren, door grote drums te maken die op miyazukuri (grote praalwagens) worden gemonteerd en door de stad gereden. De drums hebben een doorsnede van twee meter. De miyazukuri worden door kinderen in happi coats (korte jassen, vaak op feesten of 's zomers gedragen) voortgetrokken terwijl andere jongeren die op de praalwagens meerijden spelen op bamboefluiten of trommelen.
Onderweg wordt iedereen die langs de route staan uitgenodigd om mee te doen door op de grote drums te slaan wanneer de praalwagens passeren.

## Stedenverband
De stad heeft vriendschapsbanden met :
- Hangzhou in de Volksrepubliek China
- New Orleans in de VS
- Dublin in Ierland
- Yinchuan in de Volksrepubliek China
- Jinju in Zuid-Korea
- Jilin in de Volksrepubliek China

## Bekende inwoners van Matsue

### Geboren
- Hiroyuki Hosoda (1944-2023), volksvertegenwoordiger
- Kei Nishikori (1989), tennisser
- Takashi Nagai (1908-1951), radioloog, schrijver

### Woonachtig (geweest)
- Matsudaira Harusato, Prins Fumai (1751-1818), daimyō en zevende Heer van Matsue, grondlegger van de Fumai-school onder de theeceremonies. De Fumai-school staat voor een vereenvoudigde theeceremonie die ook de lagere klassen, die noch de oefening hadden noch de tijd voor de formelere theeceremonies, de mogelijkheid bood om van de esthetica van het gereed maken van thee te genieten. Zijn invloeden waren van esthetische aard en bestreken de hele breedte van de ceremonie vanaf de omgeving tot aan de gereedschappen die men ervoor gebruikte en de erbij horende lekkernijen.
- Lafcadio Hearn (1850-1904), ook bekend als Yakumo Koizumi. Hearn woonde in Matsue in 1890-91 en hij is een van de bekendste westerse auteurs die over Japan heeft geschreven in de tijd van de Meiji-restauratie. De van oorsprong Grieks-Iers-Amerikaanse auteur liet zich naturaliseren en werkte in Matsue ook als leraar Engels aan de Matsue Middle School. Door zijn werken werd Japan aan de westerse wereld geïntroduceerd aan het einde van de 19e eeuw.